# Верхний Камкамахи
Верхний Камкамахи (дарг. ЧебяхӀ КамхӀямахьи) — село в Акушинском районе Дагестана. Административный центр сельсовета Алиханмахинский.

## География
Расположено в 25 км к северо-западу от с. Акуша, на р. Акуша (бассейн р. Казикумухское Койсу).

## История
Село до 1933 входило в состав Левашинского, а в 1946-56 — Цудахарского) района.
Административный центр сельсовета в 1926-28, 1934-52 и с 1992 года.

## Население
| 1895 | 1926 | 1939 | 1970 | 1989 | 2002 | 2010 |
| ---- | ---- | ---- | ---- | ---- | ---- | ---- |
| 61   | ↘47  | ↗55  | ↗123 | ↗713 | ↘66  | ↗74  |
| 2021 |      |      |      |      |      |      |
| ↘55  |      |      |      |      |      |      |

Полностью даргинское (цудахарское) село.